# Матарішван
Матарішван (Matariśvan) або Матарішва (Matariśva) — божественна птиця, втілення блискавки (в РігВеді); в подальшій традиції (починаючи з АтхарваВеди) Матарішван керує також вітрами, бурею. Йменням «Матарішван» можуть називати:
1) У Ведах:

— оскільки Матарішван це «божество-блискавка», то його ім'я інколи вживають як «потаємне ім'я бога вогню Агні»;

— оскільки Матарішван це «бог вітру та бурі», то в РигВеді (див. «Ригведа, I, 93, 6») його інколи ототожнюють з «богом вітру Ваю» (Vayu, вітер).

2) В індуїзмі :

— ім'ям «Матарішван» називають «сина Гаруди»;

— також інколи «Матарішваном» можуть називати — великого бога-руйнівника Шиву (санскрит. Śiva), можливо через спільний корінь в їхніх іменах.

## Етимологія
Етимологія імені «Матарішван» незрозуміла (можливо існує декілька етимологій).

В англійському варіанті Вікіпедії запропонована етимологія : «в матері виростаючий» (від всесвітнього «mātar» = «матір»; й кореня «svi», який перекладають як «зростання; вивищення») — але ця етимологія не є загальновизнаною; певно, в першу чергу тому, що вона слабко пов'язана з головною функцією Матарішвана : «сяюча птиця; божество блискавки та вітру».

## Міфи про Матарішвана
Головний міф про Матарішвана:

— Вівасван (сонячний бог, який вперше в історії здійснив жертвоприношення богам) послав Матарішвана на небо за вогнем для жертвоприношень. Матарішван приніс «небесний вогонь» на землю, а «мудреці з роду Бгригу» — навчили людей користуватися цим вогнем. В цьому міфі Матаришван-блискавка — є ніби-то «ведійським Прометеєм».
В Рігведі, Матарішван згаданий 27 разів, й є одним з найважливіших божеств; зокрема його роль велика:
1) У відомому гімні «Самопрославлення Індри», де розповідається «про найбільший подвиг Індри» :

— «Я, Індра, який заради Тріти вивів корів зі змія.

Я, відібравший у дасью чоловічу силу, віддав Матарíшвану й Дадхьянчу» (РигВеда, X, 48 («Самовосхваление Индры»), 45).
2) В знаменитому гімні-загадці :

— «6. Незрячий — зрячих провидцев об этом

Я спрашиваю, несведующий — чтобы ведать.

Что ж это за Одно в виде нерождённого,

Который установил порознь эти шесть пространств?

7. Пусть скажет здесь (о нём) тот, кто его точно знает :

Об оставленном следе этой милой птицы…

46. Индрой, Митрой, Варуной, Агни (его) называют,

А оно, божественное, — птица Гарутмант.

Что есть одно, вдохновенные называют многими способами.

Агни, Ямой, Матаришваном (его) называют» (Ригведа, I,164).

## Матарішва як богиня шлюбу
У РигВеді — Матарішва (Матарішван) грає також роль «Великої Богині шлюбу, яка поєднує нареченого та наречену» :

— «Да сольют все боги (и) воды наши два сердца !

Матаришва, Создатель и Указующая да соединят нас двоих» (Ригведа, X, 85 («Свадебный гимн»), 47).
Певно, роль «бога сім'ї» виникла у Матарішвана з ролі «божества домашнього вогнища».

## Матарішван, аналоги в інших традиціях
В РігВеді — Матарішван «близький за своїми рисами» до божественної птиці Гарутмант.
В індуїзмі — «образ Матарішвана та Гарутманта» трансформувався в образ «сяючої птиці-жінки» з ім'ям «Гаруда», зображення якої «верховний бог Вішну» розмістив на своєму прапорі. «Зображення Гаруди» є «гербом Таїланда та Індонезії».
У шумерській традиції, образ Матарішвана — близький до образу «птиці бурі» Зу (або «АнЗуд», орел з головою левиці). «Зображення Зу» грало роль герба — його розміщували на прапорі, на «царській булаві», й носили на грудях у вигляді ордена.
В японській традиції (релігія «сінто») — Матарішва по імені та «зв'язках з небесним вогнем», віддалено походить на «верховну богиню сонця» Аматерасу. «Зображення Аматерасу» є «гербом Японії».
В Київо-Руській традиції — образ Матарішвана має віддалених родичів у вигляді «чарівних жінок-птиць» : Алконост, Сирін, Гамаюн. В слов'янських та германських релігіях, міфах — не зустрічається ім'я, подібне до «Матарішван».